# Midnight Black
Midnight Black, właściwie Tracey Demont Sewell – amerykański producent muzyczny pochodzący z Atlanty w stanie Georgia.

## Dyskografia produkcji
Young Jeezy - Let’s Get It: Thug Motivation 101 (2005)
- 04. "Let's Get It/Sky's The Limit"
- 16. "Tear It Up" (feat. Lloyd & Slick Pulla)

Young Jeezy - The Inspiration: Thug Motivation 102 (2006)
- 02. "Still on It"

Young Jeezy - The Recession (2008)
- 04. "Crazy World"
- 05. "What They Want"
- 09. "Don't You Know"
- 21. "Showtime  (iTunes Bonus Track) "

Plies - The Real Testament (2007)
- 02. "100 Years"
- 10. "Goons Lurkin'"

Plies - Definition of Real (2008)
- 03. "Bushes"
- 09. "Who Hotter Than Me"

Blood Raw - My Life: The True Testimony (2008)
- 03. "Louie" (feat. Young Jeezy)
- 11. "Go Head"

Slim - Love's Crazy (2008)
- 02. "She Got That"
- 06. "So Gone" (featuring Faith Evans)
- 06. "Heels On" (featuring Yung Berg & Deezo)
- 10. "U Got Me (Addicted)"
- 11. "Don't Say It"
- 15. "Love's Crazy" (featuring Big Boi)

D.S.G.B. - Til Death Do Us Part
- 16. "Hit Em Wit The Pump"